# St. Peter und Paul (Beaumarais)

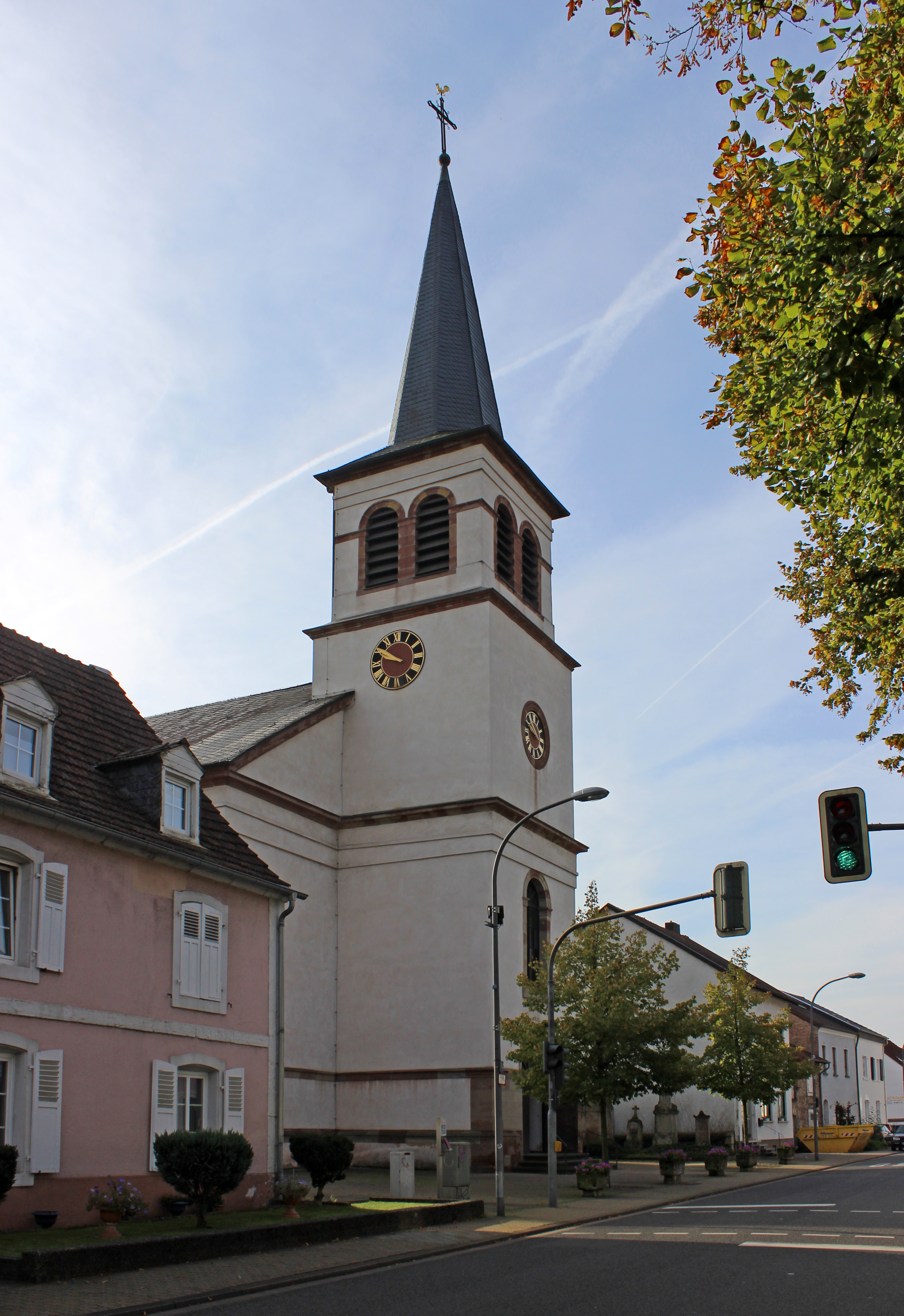
Die Kirche St. Peter und Paul in Beaumarais

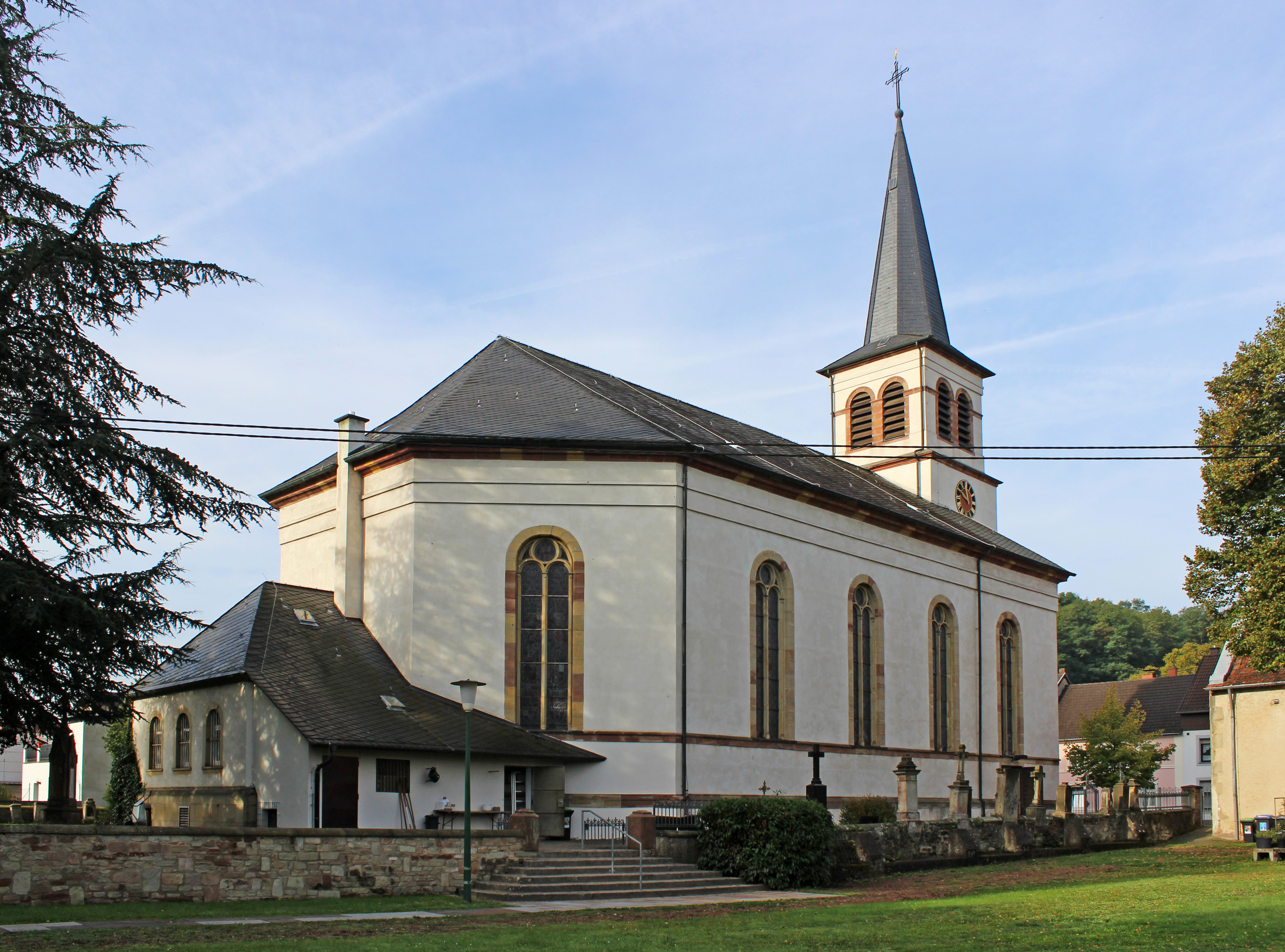
Weitere Ansicht der Kirche

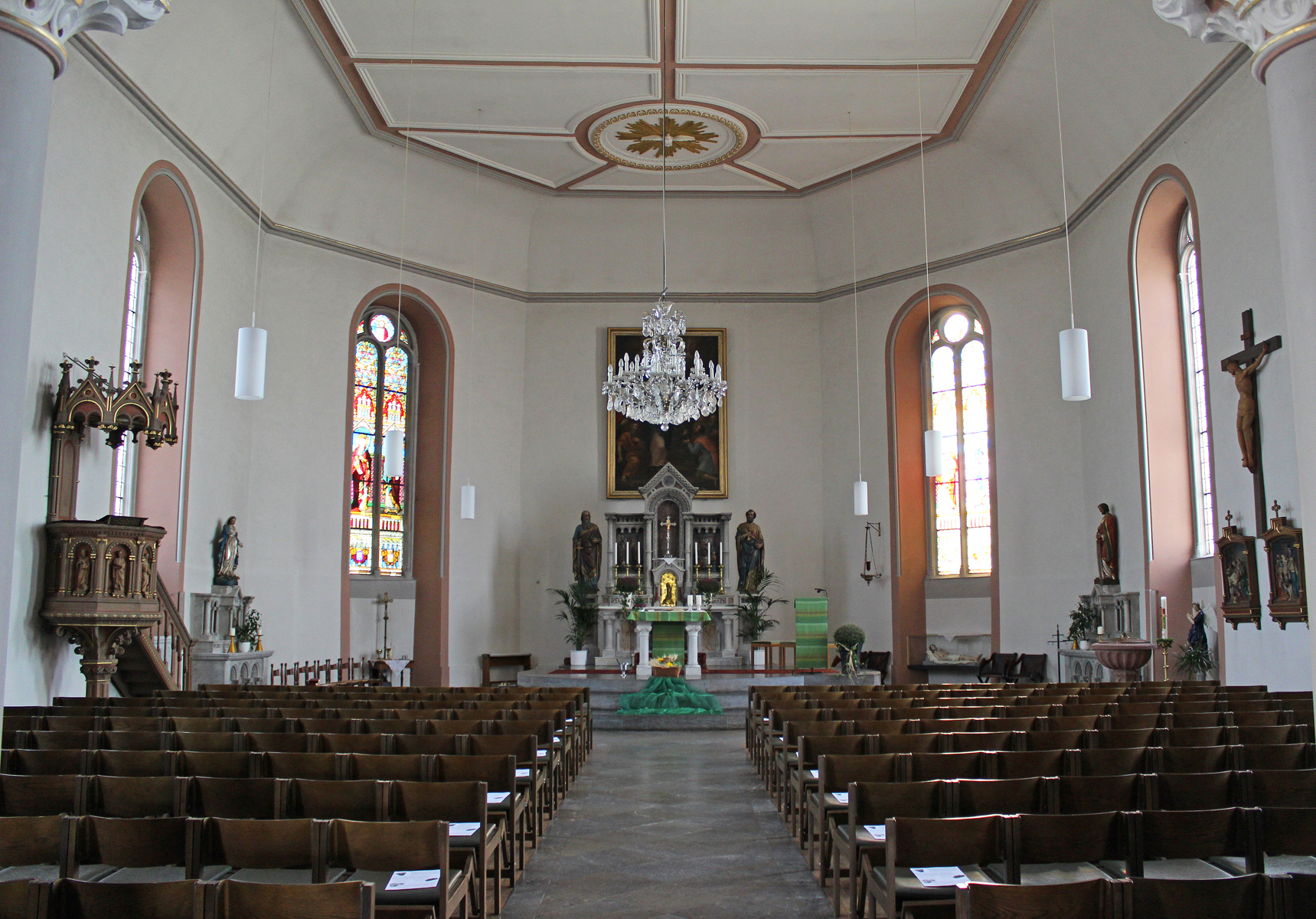
Blick ins Innere der Kirche

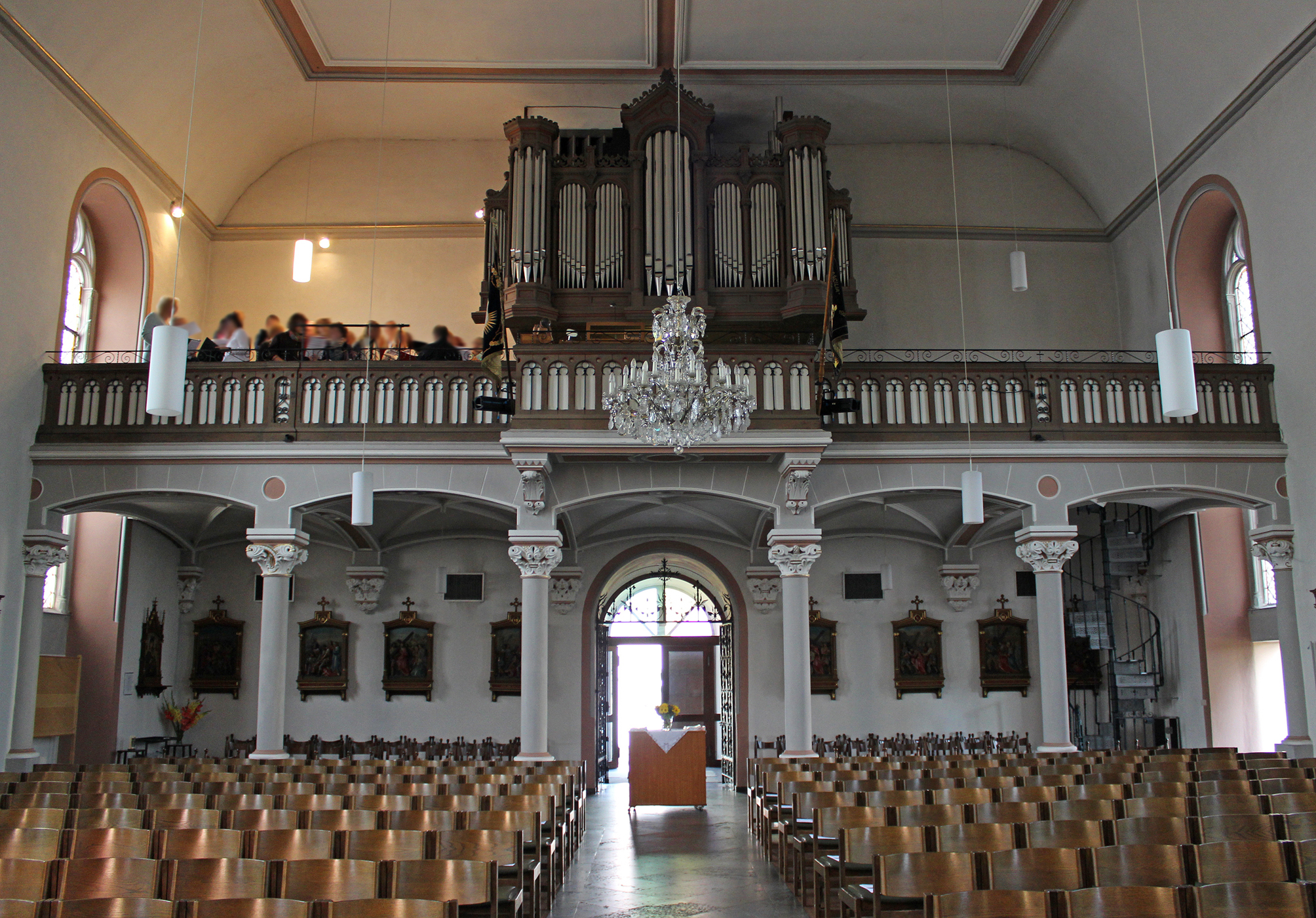
Blick zur Orgelempore

Die Kirche St. Peter und Paul ist eine den Aposteln und Kirchenvätern Simon Petrus und Paulus von Tarsus gewidmete katholische Pfarrkirche in Beaumarais, einem Stadtteil der saarländischen Kreisstadt Saarlouis. In der Denkmalliste des Saarlandes ist die Kirche als Einzeldenkmal aufgeführt.

## Geschichte
Die erste Kirche in Beaumarais, einem Ort, der seine Entstehung der Anlage der Stadt und Festung Saarlouis durch den französischen König Ludwig XIV. in den Jahren 1680–1683 verdankte, wurde in den Jahren 1690 bis 1691 errichtet. Das Kirchengebäude, das vom Intendanten der Saarlouiser Festung entworfen wurde, diente als Nachfolgebau der zerstörten Kirche von Wallerfangen. Der Ort Wallerfangen fiel fast vollständig der Erbauung der Saarlouiser Festung zum Opfer. Für die Bauausführung zeichneten der Unternehmer La Liberte und der Zimmermann Pierre Edet verantwortlich. Das Baumaterial stammte von der abgebrochenen Kirche in Wallerfangen. Am 29. Juni 1692 erfolgte die Einweihung des neuen Sakralbaus. Der Pfarrort Beaumarais mit der Filiale Picard war, wie zuvor Wallerfangen, der Pfarrei Kirchhofen (Fraulautern) zugeordnet. Im Laufe des 18. Jahrhunderts erlangte die Pfarrei Beaumarais die Selbständigkeit. Einige Jahre nach Errichtung der Kirche, erfolgte eine Erweiterung durch den Anbau von Nebenschiffen.
Die Ereignisse der Französischen Revolution führten von 1794 bis 1798 zur Schließung der Kirche und Beaumarais gehörte als Filiale zeitweise zu Wallerfangen. Durch das Konkordat zwischen dem französischen Staat und dem Heiligen Stuhl, wurde spätestens seit 1802 die Selbständigkeit der Pfarrei Beaumarais wieder hergestellt.
Baufälligkeit, hervorgerufen durch den sumpfigen Grund und mangelhaft Bauausführung, war im Jahr 1839 der Grund, weshalb die Kirche ein zweites Mal geschlossen werden musste. Im Jahr zuvor war bereits der Abriss des Kirchturms unumgänglich geworden.
Am gleichen Ort wie die erste Kirche, wurde nun in den Jahren 1840 bis 1847 ein neues Kirchengebäude errichtet, dessen Entwurf von Kreisbaumeister Birk stammte. Die lange Bauzeit ist darauf zurückzuführen, dass die Errichtung des bereits bis zur Firsthöhe des Neubaus fertiggestellten Kirchturms erst 1847 vollendet werden konnte, nachdem der Turm zusammengesackt war. Die Gottesdienste fanden während der Bauarbeiten im Jahr 1840 in einer Kapelle in Beaumarais statt.
Im Jahr 1884 wurde die Kirche einer Totalrenovierung unterzogen und erhielt eine neue Ausstattung, die von Frau von Salis-Halden, geb. de Galhau finanziert wurde. Die bisherige Ausstattung im barocken Stil des 18. Jahrhunderts wurde entfernt, wobei der Hochaltar in der Kirche St. Antonius in Werbeln einen neuen Platz fand. Der Rest kam zur Versteigerung und gelangte in Privatbesitz. Die Renovierung, in deren Rahmen im Innenraum eine Empore mit gusseiserner Wendeltreppe erbaut wurde, erfolgte im neuromanischen Stil nach Plänen des Architekten Jacquemin aus Metz. Außerdem wurden die Rundbogenfenster mit romanischem Maßwerk versehen.
Eine erneute Renovierung der Kirche fand im Jahr 1954 statt. Die letzte Renovierung, bei der Vorgaben der Liturgiereform des Zweiten Vatikanischen Konzils umgesetzt wurden, und damit einhergehend auch eine Neugestaltung des Altarraums erfolgte, leitete Architekt Hoffmann im Jahr 1975.

## Architektur und Ausstattung
Die Pfarrkirche in Beaumarais wurde als klassizistische Saalkirche errichtet und ist seither in ihren wesentlichen Bestandteilen nicht verändert worden. Die heutige Kirche ist etwa dreimal so groß wie die Vorgängerkirche. Sie liegt parallel zu den Fundamenten des Vorgängerbaus, wie Ausgrabungen im Jahr 1973 gezeigt haben. Das Kirchengebäude gliedert sich von West nach Ost in den Kirchturm mit Spitzhelm und das vierachsige Langhaus, das von einem die gesamte Breite des Kirchenschiffes einnehmenden dreiseitigen polygonalen Chor abgeschlossen wird.
Die heutige Ausstattung geht in großen Teilen auf die Totalrenovierung im Jahr 1884 zurück. Dazu gehören drei Altare aus carrarischem Marmor, die von Architekt Jacquemin (Metz), entworfen wurden. Die Statuen auf den Altären und die beiden Reliefbilder, die den Tabernakel im Hochaltar flankieren wurden von Georg Wagner (Trier) geschaffen, der auch für den Kreuzweg verantwortlich zeichnete. Bei der Renovierung im Jahr 1954 wurden einige Aufbauten von den Altären entfernt. Die drei Gemälde, eines über dem Hochaltar und zwei an den Seitenwänden des Langhauses, stammen aus der Abtei Wadgassen und wurden 1954, nach Entdeckung in einer Remise, restauriert und in der Kirche angebracht. Im Eingang der Kirche befindet sich eine Statue des heiligen Sebastian, die Anfang des 19. Jahrhunderts entstanden sein könnte.

## Orgel
Die Orgel der Kirche wurde 1958 von der Firma Ernst Seifert (Bergisch Gladbach) erbaut. Das Kegelladen-Instrument verfügt über 24 Register, verteilt auf 2 Manuale und Pedal. Die Stimmtonhöhe beträgt 440 Hz. Die Temperatur (Stimmung) ist gleichstufig. Die Spieltraktur ist elektropneumatisch, die Registertraktur elektrisch. Die Disposition lautet wie folgt:
| I Hauptwerk C–g3 |              |       |
| 1.               | Bordun       | 16′   |
| 2.               | Prinzipal    | 8′    |
| 3.               | Hohlflöte    | 8′    |
| 4.               | Gamba        | 8′    |
| 5.               | Oktave       | 4′    |
| 6.               | Flöte        | 4′    |
| 7.               | Quinte       | 2 ⁄3′ |
| 8.               | Oktave       | 2′    |
| 9.               | Mixtur IV–VI | 1 ⁄3′ |
| 10.              | Trompete     | 8′    |

| II Schwellwerk C–g3 |                  |       |
| 11.                 | Lieblich Gedackt | 8′    |
| 12.                 | Salizional       | 8′    |
| 13.                 | Praestant        | 4′    |
| 14.                 | Zartflöte        | 4′    |
| 15.                 | Schwiegel        | 2′    |
| 16.                 | Nasat            | 1 ⁄3′ |
| 17.                 | Zimbel III       | 2⁄3′  |
| 18.                 | Oboe             | 8′    |
|                     | Tremulant        |       |

| Pedal C–f1 |            |     |
| 19.        | Subbaß     | 16′ |
| 20.        | Oktavbaß   | 8′  |
| 21.        | Gedacktbaß | 8′  |
| 22.        | Choralbaß  | 4′  |
| 23.        | Oktavflöte | 2′  |
| 24.        | Posaune    | 16′ |

- Koppeln:
  - Normalkoppeln: II/I, I/P, II/P
  - Suboktavkoppeln: II/I
- Spielhilfen: 1 freie Kombination, Zungen ab, Tutti, Crescendowalze

## Glocken
Im Jahr 1954 goss die Saarlouiser Glockengießerei in Saarlouis-Fraulautern, die von Karl (III) Otto von der Glockengießerei Otto in Bremen-Hemelingen und dem Saarländer Alois Riewer 1953 gegründet worden war, für die Kirche in Beaumaris drei Bronzeglocken mit den Schlagtönen: cis′ – dis′ … e′. Die Glocken haben folgende Durchmesser: 1523 mm, 1357 mm, 1281 mm, und wiegen: 2340 kg, 1660 kg, 1444 kg.